# Murchison-meteoritten
 Der er for få eller ingen kildehenvisninger i denne artikel, hvilket er et problem. Du kan hjælpe ved at angive troværdige kilder til de påstande, som fremføres i artiklen.

Murchison-meteoritten er en meteorit som ramte Jorden den 28. september 1969 kl. 10.58, nær byen Murchison, Victoria i Australien, hvor en lysende ildkugle blev observeret inden den slog ned. Meteoritfragmenter blev fundet over et mere end 13 km² stort område, hvoraf den største vejer cirka 7 kg. Den samlede masse af alle de fundne meteoritfragmenter overstiger 100 kg.
Undersøgelser af Murchison-meteoritten har vist et betydeligt indhold af komplekse kulstofholdige molekyler af mange forskellige slags: puriner, pyrimidiner, aminosyrer, hydrocarboner, alkoholer og andre. Specielt indholdet af puriner og pyrimidiner og dermed deres extraterristiske oprindelse har vakt interesse på grund af deres funktioner som elementære byggesten og kode-elementer i DNA og RNA.
Aguas Zarcas-meteoriten er en tilsvarende meteorit, der faldt i Costa Rica i 2019 også med et stort indhold af organiske molekyler.